# Giovanni Battista Sacchetti

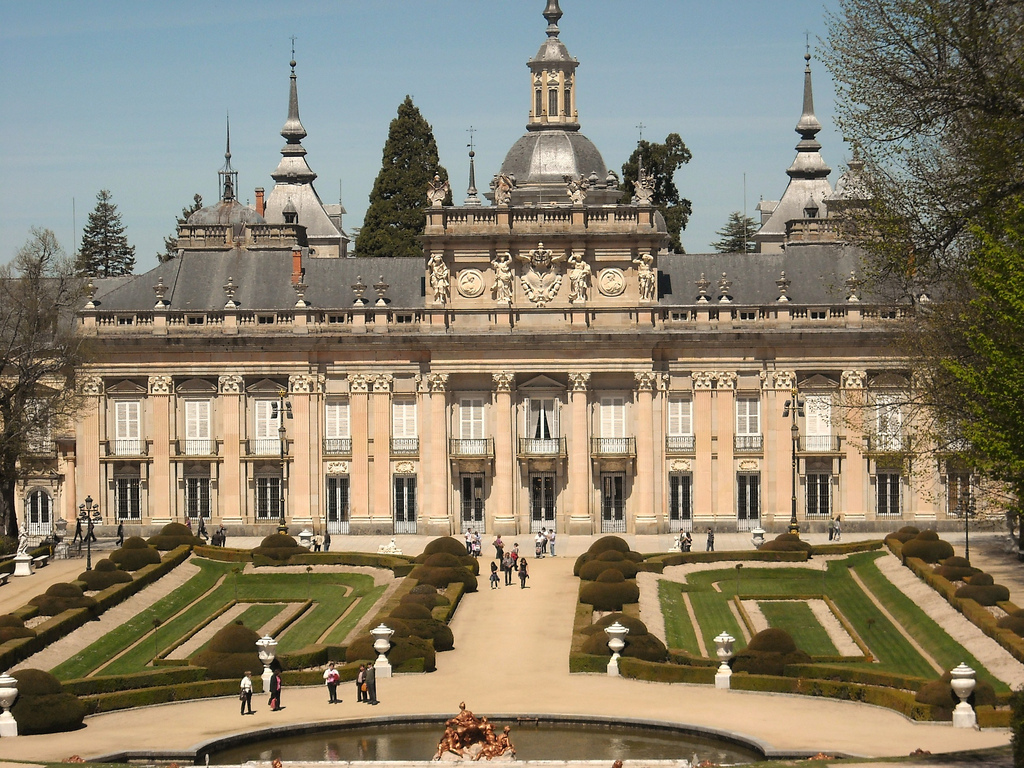
Palazzo Reale de La Granja de San Ildefonso

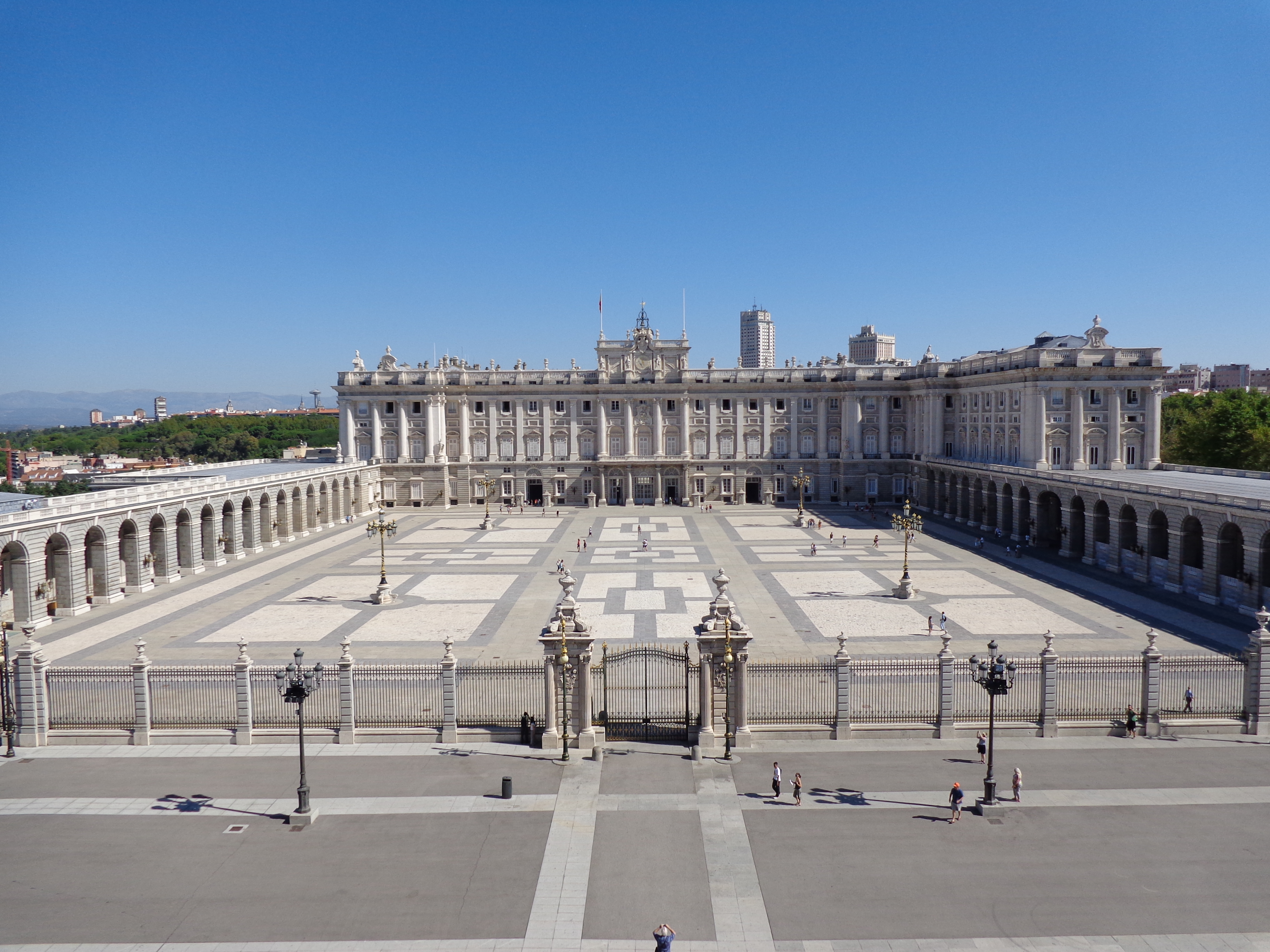
Palazzo Reale di Madrid

Giovanni Battista Sacchetti (Torino, 17 marzo 1690 – Roma, 3 dicembre 1764) è stato un architetto italiano che fu attivo soprattutto in Spagna.

## Biografia
Allievo di Filippo Juvara, giunse in Spagna nel 1736 per lavorare al Palazzo Reale de La Granja de San Ildefonso, ma poco dopo fu chiamato da Filippo V a Corte, per continuare i lavori del Palazzo Reale di Madrid dopo la morte di Juvara. Per questo motivo, fu nominato maestro mayor delle opere reali, carica che mantenne fra il 1736  e il 1760. Ebbe anche l'incarico di direttore della Reale Accademia di Belle Arti di San Fernando e maestro mayor delle opere della città di Madrid, dal 1742 fino alla morte.
In questi anni, pose mano alla ristrutturazione del Teatro del Principe e del Teatro de la Cruz. Fra i suoi progetti rientrano anche la Cattedrale dell'Almudena, il viadotto della calle de Bailén e il Convento de las Salesas Reales, nessuno dei quali poté realizzare.